# Podosphaera plantaginis
Podosphaera plantaginis (Castagne) U. Braun & S. Takam. – gatunek grzybów należący do rodziny mączniakowatych (Erysiphaceae). Grzyb mikroskopijny, pasożyt bezwzględny roślin z rodzaju babka. Wywołuje u nich chorobę zwaną mączniakiem prawdziwym.

## Systematyka i nazewnictwo
Pozycja w klasyfikacji według Index Fungorum: Podosphaera, Erysiphaceae, Erysiphales, Leotiomycetidae, Leotiomycetes, Pezizomycotina, Ascomycota, Fungi.
Po raz pierwszy takson ten zdiagnozował w 1845 roku Jean Louis Martin Castagne, nadając mu nazwę Erysiphe plantaginis. Obecną, uznaną przez Index Fungorum nazwę nadali mu w 2000 roku Uwe Braun i S. Takam.
Synonimy:
- Erysiphe plantaginis Castagne 1845
- Sphaerotheca plantaginis (Castagne) L. Junell 1966

Lektotyp: na babce lancetowatej France, Aix, Castagne (PC).

## Morfologia
Tworzy na powierzchni porażonych roślin biały nalot złożony ze strzępek grzybni, konidioforów i powstających na nich konidiów. Ssawki zapuszcza tylko do skórki porażonych roślin. Konidiofory wzniesione, cylindryczne, złożone z komórki bazalnej o wysokości 25–38 μm, szerokości 15–20 μm i 1–3 krótszych komórek powyżej komórki bazalnej. Appressoria wargowe. Elipsoidalne lub jajowate konidia o wymiarach 25–38 x 15–20 μm tworzą się w łańcuszkach. Kuliste klejstotecja mają średnicę 70–105 μm i powstają w rozproszeniu, lub w skupiskach. Początkowo mają barwę pomarańczową, potem stają się coraz ciemniejsze, brązowe, ciemnobrązowe i niemal czarne. Zbudowane są z nieregularnych, wielobocznych komórek o średnicy 10–40 μm. Przyczepki w dolnej części klejstotecjum, w bardzo różnej liczbie, zazwyczaj krótsze od średnicy klejstotecjum, czasami tylko sięgające 1,5 jego średnicy. Ich końcówki są przeźroczyste lub żółtawe, gładkie lub ziarniste. Mają zmienną szerokość od 4 do 11 μm, są septowane i zwężone na przegrodach, cienkościenne, gładkie i proste, rzadko tylko rozgałęzione. Worki o rozmiarach 50–80 × 50–70 μm, zazwyczaj 8–zarodnikowe, rzadko 6-zarodnikowe. Powstają w nich jajowate, elipsoidalne lub niemal kuliste askospory o rozmiarach 16–24 × 10–16 μm.

## Występowanie i znaczenie
Gatunek szeroko rozprzestrzeniony. Znane jest jego występowanie w Europie, Azji (Azja Środkowa, Syberia, dalekowschodnia część Rosji) i w Ameryce Północnej (USA).
Pasożytuje na wielu gatunkach roślin zaliczanych do rodzaju babka (Plantago). W Polsce zanotowano jego występowanie na babce zwyczajnej (P. major), babce lancetowatej (P. lanceolata)  i babce średniej (P. media).